# Ameletus walleyi
Ameletus walleyi är en dagsländeart som beskrevs av Harper 1970. Ameletus walleyi ingår i släktet Ameletus och familjen Ameletidae. Inga underarter finns listade i Catalogue of Life.